# Світова група Кубка Федерації 2008
Світова група — змагання найвищого рівня в рамках Кубка Федерації 2008 року.  Вісім країн взяли участь у турнірі на вибування, що складався з трьох раундів. Збірна Росії була чинною чемпіонкою, і змогла успішно захистити свій титул, перемігши у фіналі збірну Іспанії з рахунком 4–0.

## Країни-учасниці
| Країни-учасниці | Країни-учасниці | Країни-учасниці | Країни-учасниці           |
| · Китай         | · Франція       | · Німеччина     | · Ізраїль                 |
| · Італія        | · Росія         | · Іспанія       | · Сполучені Штати Америки |
| --------------- | --------------- | --------------- | ------------------------- |

## Сітка
|                                  | Чвертьфінали                              | Чвертьфінали                     | Чвертьфінали                     |                               |                               | Півфінали                       | Півфінали                       | Півфінали                       |                                 |                                 | Фінал                               | Фінал                               | Фінал                               |                                     |                                     |
|                                  |                                           |                                  |                                  |                               |                               |                                 |                                 |                                 |                                 |                                 |                                     |                                     |                                     |                                     |                                     |
|                                  | Ramat HaSharon, Ізраїль (відкритий, хард) |                                  |                                  |                               |                               |                                 |                                 |                                 |                                 |                                 |                                     |                                     |                                     |                                     |                                     |
|                                  | 1                                         | Росія                            | 4                                |                               |                               |                                 |                                 |                                 |                                 |                                 |                                     |                                     |                                     |                                     |                                     |
|                                  |                                           | Ізраїль                          | 1                                |                               |                               | Москва, Росія (закритий, ґрунт) | Москва, Росія (закритий, ґрунт) | Москва, Росія (закритий, ґрунт) | Москва, Росія (закритий, ґрунт) | Москва, Росія (закритий, ґрунт) |                                     |                                     |                                     |                                     |                                     |
|                                  |                                           |                                  |                                  |                               | 1                             | Росія                           | 3                               |                                 |                                 |                                 |                                     |                                     |                                     |                                     |                                     |
| Ла-Хоя (США) (відкритий, хард)   | Ла-Хоя (США) (відкритий, хард)            | Ла-Хоя (США) (відкритий, хард)   | Ла-Хоя (США) (відкритий, хард)   |                               | 4                             | Сполучені Штати Америки         | 2                               |                                 |                                 |                                 |                                     |                                     |                                     |                                     |                                     |
|                                  |                                           | Німеччина                        | 1                                |                               |                               |                                 |                                 |                                 |                                 |                                 |                                     |                                     |                                     |                                     |                                     |
|                                  | 4                                         | Сполучені Штати Америки          | 4                                |                               |                               |                                 |                                 |                                 |                                 |                                 | Мадрид (Іспанія) (відкритий, ґрунт) | Мадрид (Іспанія) (відкритий, ґрунт) | Мадрид (Іспанія) (відкритий, ґрунт) | Мадрид (Іспанія) (відкритий, ґрунт) | Мадрид (Іспанія) (відкритий, ґрунт) |
|                                  |                                           |                                  |                                  |                               |                               |                                 |                                 |                                 |                                 |                                 | 1                                   | Росія                               | 4                                   |                                     |                                     |
|                                  | Пекін, Китай (закритий, хард)             | Пекін, Китай (закритий, хард)    | Пекін, Китай (закритий, хард)    | Пекін, Китай (закритий, хард) | Пекін, Китай (закритий, хард) |                                 |                                 |                                 |                                 |                                 |                                     | Іспанія                             | 0                                   |                                     |                                     |
|                                  | 3                                         | Франція                          | 2                                |                               |                               |                                 |                                 |                                 |                                 |                                 |                                     |                                     |                                     |                                     |                                     |
|                                  |                                           | Китай                            | 3                                |                               |                               | Пекін, Китай (закритий, хард)   | Пекін, Китай (закритий, хард)   | Пекін, Китай (закритий, хард)   | Пекін, Китай (закритий, хард)   | Пекін, Китай (закритий, хард)   |                                     |                                     |                                     |                                     |                                     |
|                                  |                                           |                                  |                                  |                               |                               | Китай                           | 1                               |                                 |                                 |                                 |                                     |                                     |                                     |                                     |                                     |
| Неаполь, Італія (закритий, хард) | Неаполь, Італія (закритий, хард)          | Неаполь, Італія (закритий, хард) | Неаполь, Італія (закритий, хард) |                               |                               | Іспанія                         | 4                               |                                 |                                 |                                 |                                     |                                     |                                     |                                     |                                     |
|                                  |                                           | Іспанія                          | 3                                |                               |                               |                                 |                                 |                                 |                                 |                                 |                                     |                                     |                                     |                                     |                                     |
|                                  | 2                                         | Італія                           | 2                                |                               |                               |                                 |                                 |                                 |                                 |                                 |                                     |                                     |                                     |                                     |                                     |

## Чвертьфінали

### Росія — Ізраїль
| Росія RUS 4 | Canada Stadium, Рамат-га-Шарон (Ізраїль) 2–3 лютого 2008 Акриловий хард (відкритий) | Canada Stadium, Рамат-га-Шарон (Ізраїль) 2–3 лютого 2008 Акриловий хард (відкритий) | Ізраїль ISR 1 |     |     |  |
| \| \| \| \| 1 \| 2 \| 3 \| \| \| - \| ------------- \| --------------------------------------------------------- \| --- \| --- \| --- \| \| \| 1 \| Росія Ізраїль \| Дінара Сафіна Шахар Пеєр \| 6 0 \| 2 6 \| 2 6 \| \| \| 2 \| Росія Ізраїль \| Марія Шарапова Ципора Обзилер \| 6 0 \| 6 4 \| \| \| \| 3 \| Росія Ізраїль \| Марія Шарапова Шахар Пеєр \| 6 1 \| 6 1 \| \| \| \| 4 \| Росія Ізраїль \| Анна Чакветадзе Ципора Обзилер \| 6 4 \| 6 2 \| \| \| \| 5 \| Росія Ізраїль \| Дінара Сафіна / Олена Весніна Ципора Обзилер / Шахар Пеєр \| 6 0 \| 1 6 \| 6 4 \| \| |                                                                                     |                                                                                     |               |     |     |  |
| |                                                                                     |                                                                                     | 1             | 2   | 3   |  |
| 1 | Росія Ізраїль                                                                       | Дінара Сафіна Шахар Пеєр                                                            | 6 0           | 2 6 | 2 6 |  |
| 2 | Росія Ізраїль                                                                       | Марія Шарапова Ципора Обзилер                                                       | 6 0           | 6 4 |     |  |
| 3 | Росія Ізраїль                                                                       | Марія Шарапова Шахар Пеєр                                                           | 6 1           | 6 1 |     |  |
| 4 | Росія Ізраїль                                                                       | Анна Чакветадзе Ципора Обзилер                                                      | 6 4           | 6 2 |     |  |
| 5 | Росія Ізраїль                                                                       | Дінара Сафіна / Олена Весніна Ципора Обзилер / Шахар Пеєр                           | 6 0           | 1 6 | 6 4 |  |

### Німеччина — США
| Німеччина GER 1 | La Jolla Beach and Tennis Club, Ла-Хоя (США) 2–3 лютого 2008 Decoturf (відкритий) | La Jolla Beach and Tennis Club, Ла-Хоя (США) 2–3 лютого 2008 Decoturf (відкритий) | США USA 4 |     |   |  |
| \| \| \| \| 1 \| 2 \| 3 \| \| \| - \| ------------- \| -------------------------------------------------------------------- \| --- \| --- \| - \| \| \| 1 \| Німеччина США \| Сабіне Лісіцкі Ліндсі Девенпорт \| 6 1 \| 7 5 \| \| \| \| 2 \| Німеччина США \| Татьяна Малек Ешлі Гарклроуд \| 1 6 \| 3 6 \| \| \| \| 3 \| Німеччина США \| Юлія Гергес Ліндсі Девенпорт \| 1 6 \| 2 6 \| \| \| \| 4 \| Німеччина США \| Сабіне Лісіцкі Ешлі Гарклроуд \| 4 6 \| 5 7 \| \| \| \| 5 \| Німеччина США \| Анна-Лена Гренефельд / Татьяна Малек Ліза Реймонд / Ліндсі Девенпорт \| 2 6 \| 0 6 \| \| \| |                                                                                   |                                                                                   |           |     |   |  |
| |                                                                                   |                                                                                   | 1         | 2   | 3 |  |
| 1 | Німеччина США                                                                     | Сабіне Лісіцкі Ліндсі Девенпорт                                                   | 6 1       | 7 5 |   |  |
| 2 | Німеччина США                                                                     | Татьяна Малек Ешлі Гарклроуд                                                      | 1 6       | 3 6 |   |  |
| 3 | Німеччина США                                                                     | Юлія Гергес Ліндсі Девенпорт                                                      | 1 6       | 2 6 |   |  |
| 4 | Німеччина США                                                                     | Сабіне Лісіцкі Ешлі Гарклроуд                                                     | 4 6       | 5 7 |   |  |
| 5 | Німеччина США                                                                     | Анна-Лена Гренефельд / Татьяна Малек Ліза Реймонд / Ліндсі Девенпорт              | 2 6       | 0 6 |   |  |

### Франція — Китай
| Франція FRA 2 | Пекінський міжнародний тенісний центр, Пекін (Китай) 2–3 лютого 2008 Rebound Ace (закритий) | Пекінський міжнародний тенісний центр, Пекін (Китай) 2–3 лютого 2008 Rebound Ace (закритий) | КНР CHN 3 |      |     |  |
| \| \| \| \| 1 \| 2 \| 3 \| \| \| - \| ----------- \| ------------------------------------------------ \| --- \| ---- \| --- \| \| \| 1 \| Франція КНР \| Алізе Корне Лі На \| 3 6 \| 1 6 \| \| \| \| 2 \| Франція КНР \| Віржіні Раззано Пен Шуай \| 6 4 \| 3 6 \| 4 6 \| \| \| 3 \| Франція КНР \| Віржіні Раззано Лі На \| 4 6 \| 6 2 \| 6 4 \| \| \| 4 \| Франція КНР \| Наталі Деші Янь Цзи \| 6 3 \| 6 2 \| \| \| \| 5 \| Франція КНР \| Віржіні Раззано / Наталі Деші Янь Цзи / Чжен Цзє \| 5 7 \| 65 7 \| \| \| |                                                                                             |                                                                                             |           |      |     |  |
| |                                                                                             |                                                                                             | 1         | 2    | 3   |  |
| 1 | Франція КНР                                                                                 | Алізе Корне Лі На                                                                           | 3 6       | 1 6  |     |  |
| 2 | Франція КНР                                                                                 | Віржіні Раззано Пен Шуай                                                                    | 6 4       | 3 6  | 4 6 |  |
| 3 | Франція КНР                                                                                 | Віржіні Раззано Лі На                                                                       | 4 6       | 6 2  | 6 4 |  |
| 4 | Франція КНР                                                                                 | Наталі Деші Янь Цзи                                                                         | 6 3       | 6 2  |     |  |
| 5 | Франція КНР                                                                                 | Віржіні Раззано / Наталі Деші Янь Цзи / Чжен Цзє                                            | 5 7       | 65 7 |     |  |

### Іспанія — Італія
| Іспанія ESP 3 | PalaEldo, Неаполь (Італія) 2–3 лютого 2008 RuKortHard (закритий) | PalaEldo, Неаполь (Італія) 2–3 лютого 2008 RuKortHard (закритий)           | Італія ITA 2 |     |     |  |
| \| \| \| \| 1 \| 2 \| 3 \| \| \| - \| -------------- \| -------------------------------------------------------------------------- \| ---- \| --- \| --- \| \| \| 1 \| Іспанія Італія \| Нурія Льягостера Вівес Франческа Ск'явоне \| 7 64 \| 3 6 \| 6 2 \| \| \| 2 \| Іспанія Італія \| Анабель Медіна Гаррігес Флавія Пеннетта \| 6 2 \| 6 3 \| \| \| \| 3 \| Іспанія Італія \| Анабель Медіна Гаррігес Франческа Ск'явоне \| 6 4 \| 6 1 \| \| \| \| 4 \| Іспанія Італія \| Лурдес Домінгес Ліно Сара Еррані \| 7 5 \| 4 6 \| 0 6 \| \| \| 5 \| Іспанія Італія \| Нурія Льягостера Вівес / Карла Суарес Наварро Татьяна Гарбін / Сара Еррані \| 4 6 \| 3 6 \| \| \| |                                                                  |                                                                            |              |     |     |  |
| |                                                                  |                                                                            | 1            | 2   | 3   |  |
| 1 | Іспанія Італія                                                   | Нурія Льягостера Вівес Франческа Ск'явоне                                  | 7 64         | 3 6 | 6 2 |  |
| 2 | Іспанія Італія                                                   | Анабель Медіна Гаррігес Флавія Пеннетта                                    | 6 2          | 6 3 |     |  |
| 3 | Іспанія Італія                                                   | Анабель Медіна Гаррігес Франческа Ск'явоне                                 | 6 4          | 6 1 |     |  |
| 4 | Іспанія Італія                                                   | Лурдес Домінгес Ліно Сара Еррані                                           | 7 5          | 4 6 | 0 6 |  |
| 5 | Іспанія Італія                                                   | Нурія Льягостера Вівес / Карла Суарес Наварро Татьяна Гарбін / Сара Еррані | 4 6          | 3 6 |     |  |

## Півфінали

### Росія — США
| Росія RUS 3 | Luzhniki Palace of Sports, Москва (Росія) 26–27 квітня 2008 Червоний ґрунт (закритий) | Luzhniki Palace of Sports, Москва (Росія) 26–27 квітня 2008 Червоний ґрунт (закритий) | США USA 2 |     |     |  |
| \| \| \| \| 1 \| 2 \| 3 \| \| \| - \| --------- \| ----------------------------------------------------------- \| ---- \| --- \| --- \| \| \| 1 \| Росія США \| Анна Чакветадзе Ваня Кінґ \| 6 4 \| 7 5 \| \| \| \| 2 \| Росія США \| Світлана Кузнецова Аша Ролле \| 6 2 \| 6 1 \| \| \| \| 3 \| Росія США \| Віра Звонарьова Ваня Кінґ \| 4 6 \| 6 3 \| 6 2 \| \| \| 4 \| Росія США \| Олена Весніна Аша Ролле \| 3 6 \| 4 6 \| \| \| \| 5 \| Росія США \| Світлана Кузнецова / Олена Весніна Лізель Губер / Ваня Кінґ \| 63 7 \| 4 6 \| \| \| |                                                                                       |                                                                                       |           |     |     |  |
| |                                                                                       |                                                                                       | 1         | 2   | 3   |  |
| 1 | Росія США                                                                             | Анна Чакветадзе Ваня Кінґ                                                             | 6 4       | 7 5 |     |  |
| 2 | Росія США                                                                             | Світлана Кузнецова Аша Ролле                                                          | 6 2       | 6 1 |     |  |
| 3 | Росія США                                                                             | Віра Звонарьова Ваня Кінґ                                                             | 4 6       | 6 3 | 6 2 |  |
| 4 | Росія США                                                                             | Олена Весніна Аша Ролле                                                               | 3 6       | 4 6 |     |  |
| 5 | Росія США                                                                             | Світлана Кузнецова / Олена Весніна Лізель Губер / Ваня Кінґ                           | 63 7      | 4 6 |     |  |

### Китай — Іспанія
| КНР CHN 1 | Пекінський міжнародний тенісний центр, Пекін (Китай) 26–27 квітня 2008 Rebound Ace (закритий) | Пекінський міжнародний тенісний центр, Пекін (Китай) 26–27 квітня 2008 Rebound Ace (закритий) | Іспанія ESP 4 |      |   |  |
| \| \| \| \| 1 \| 2 \| 3 \| \| \| - \| ----------- \| ---------------------------------------------------------------------------- \| ---- \| ---- \| - \| \| \| 1 \| КНР Іспанія \| Пен Шуай Карла Суарес Наварро \| 3 6 \| 64 7 \| \| \| \| 2 \| КНР Іспанія \| Чжен Цзє Нурія Льягостера Вівес \| 3 6 \| 4 6 \| \| \| \| 3 \| КНР Іспанія \| Пен Шуай Нурія Льягостера Вівес \| 4 6 \| 4 6 \| \| \| \| 4 \| КНР Іспанія \| Чжен Цзє Карла Суарес Наварро \| 7 65 \| 6 3 \| \| \| \| 5 \| КНР Іспанія \| Пен Шуай / Сунь Тяньтянь Марія Хосе Мартінес Санчес / Нурія Льягостера Вівес \| 2 6 \| 1 6 \| \| \| |                                                                                               |                                                                                               |               |      |   |  |
| |                                                                                               |                                                                                               | 1             | 2    | 3 |  |
| 1 | КНР Іспанія                                                                                   | Пен Шуай Карла Суарес Наварро                                                                 | 3 6           | 64 7 |   |  |
| 2 | КНР Іспанія                                                                                   | Чжен Цзє Нурія Льягостера Вівес                                                               | 3 6           | 4 6  |   |  |
| 3 | КНР Іспанія                                                                                   | Пен Шуай Нурія Льягостера Вівес                                                               | 4 6           | 4 6  |   |  |
| 4 | КНР Іспанія                                                                                   | Чжен Цзє Карла Суарес Наварро                                                                 | 7 65          | 6 3  |   |  |
| 5 | КНР Іспанія                                                                                   | Пен Шуай / Сунь Тяньтянь Марія Хосе Мартінес Санчес / Нурія Льягостера Вівес                  | 2 6           | 1 6  |   |  |

## Фінал

### Росія — Іспанія
| Росія RUS 4 | Club de Campo Villa de Madrid, Мадрид (Іспанія) 13–14 вересня 2008 Червоний ґрунт (відкритий) | Club de Campo Villa de Madrid, Мадрид (Іспанія) 13–14 вересня 2008 Червоний ґрунт (відкритий) | Іспанія ESP 0 |     |     |          |
| \| \| \| \| 1 \| 2 \| 3 \| \| \| - \| ------------- \| ------------------------------------------------------------------------------- \| --- \| --- \| --- \| -------- \| \| 1 \| Росія Іспанія \| Віра Звонарьова Анабель Медіна Гаррігес \| 6 3 \| 6 4 \| \| \| \| 2 \| Росія Іспанія \| Світлана Кузнецова Карла Суарес Наварро \| 6 3 \| 6 1 \| \| \| \| 3 \| Росія Іспанія \| Світлана Кузнецова Анабель Медіна Гаррігес \| 5 7 \| 6 3 \| 6 4 \| \| \| 4 \| Росія Іспанія \| Віра Звонарьова Карла Суарес Наварро \| \| \| \| не грали \| \| 5 \| Росія Іспанія \| Катерина Макарова / Олена Весніна Нурія Льягостера Вівес / Карла Суарес Наварро \| 6 2 \| 6 1 \| \| \| |                                                                                               |                                                                                               |               |     |     |          |
| |                                                                                               |                                                                                               | 1             | 2   | 3   |          |
| 1 | Росія Іспанія                                                                                 | Віра Звонарьова Анабель Медіна Гаррігес                                                       | 6 3           | 6 4 |     |          |
| 2 | Росія Іспанія                                                                                 | Світлана Кузнецова Карла Суарес Наварро                                                       | 6 3           | 6 1 |     |          |
| 3 | Росія Іспанія                                                                                 | Світлана Кузнецова Анабель Медіна Гаррігес                                                    | 5 7           | 6 3 | 6 4 |          |
| 4 | Росія Іспанія                                                                                 | Віра Звонарьова Карла Суарес Наварро                                                          |               |     |     | не грали |
| 5 | Росія Іспанія                                                                                 | Катерина Макарова / Олена Весніна Нурія Льягостера Вівес / Карла Суарес Наварро               | 6 2           | 6 1 |     |          |

| Чемпіонки Кубка Федерації 2008 |
| ------------------------------ |
| · Росія · Четвертий титул      |